# لاري كريستكوياك
لاري كريستكوياك (بالإنجليزية: Larry Krystkowiak)‏ مواليد 23 سبتمبر 1964 في ميسولا، هو مدرب كرة سلة أمريكي ولاعب معتزل. بدأ مسيرته الاحترافية في سنة 1986. تم اختياره من قبل فريق شيكاغو بولز خلال الدرافت. يبلغ طوله 6 قدم 9 بوصة (2.1 م). اعتزل اللعب في 1998. أحرز خلال مسيرته في الإن بي إيه 3425 نقطة بمعدل 8.2 نقاط في المباراة الواحدة.

## المسيرة الاحترافية
لعب مع سان أنطونيو سبرز في موسم 1986–1987، ثم لعب مع ميلووكي باكز من سنة 1987 إلى 1992، ثم لعب مع يوتا جاز في موسم 1992–1993، ثم لعب مع أورلاندو ماجيك في موسم 1993–1994، ثم لعب مع شيكاغو بولز في موسم 1994–1995، ثم لعب مع لوس أنجلوس ليكرز في سنة 1997.

## إحصائيات المسيرة

### إن بي إيه
| الفريق       | السنة   | G   | W  | L  | W–L% | النهاية | PG | PW | PL | PW–L% | النتيجة                  |
| ------------ | ------- | --- | -- | -- | ---- | ------- | -- | -- | -- | ----- | ------------------------ |
| ميلووكي باكز | 2006–07 | 18  | 5  | 13 | .278 | 5       | —  | —  | —  | —     | غاب عن الأدوار الإقصائية |
| ميلووكي باكز | 2007–08 | 82  | 26 | 56 | .317 | 5       | —  | —  | —  | —     | غاب عن الأدوار الإقصائية |
| المسيرة      |         | 100 | 31 | 69 | .310 |         | —  | —  | —  | —     |                          |

## روابط خارجية
- لاري كريستكوياك على موقع الاتحاد الدولي لكرة السلة (الإنجليزية)
- لاري كريستكوياك على موقع إن بي أي (الإنجليزية)
- لاري كريستكوياك على موقع سبورتس رفرنس (الإنجليزية)
- لاري كريستكوياك على موقع كلية كرة السلة في سبورتس رفرنس.كوم (الإنجليزية)
- لاري كريستكوياك على موقع ريلجم (الإنجليزية)
- لاري كريستكوياك على موقع بروبوليرز (الإنجليزية)
- لاري كريستكوياك على موقع سبورتس رفرنس (الإنجليزية)
- لاري كريستكوياك على موقع كلية كرة السلة في سبورتس رفرنس.كوم (الإنجليزية)